# Achrosis
Achrosis là một chi bướm đêm thuộc họ Geometridae.

## Các loài
- Achrosis alienata Walker, 1862
- Achrosis calcicola Holloway, 1993
- Achrosis classeyi Holloway, 1993
- Achrosis excitata (Prout, 1928)
- Achrosis fulvifusa (Warren, 1901)
- Achrosis incitata (Walker, 1862)
- Achrosis innotata (Warren, 1897)
- Achrosis intexta (Swinhoe, 1891)
- Achrosis kerangatis Holloway, 1993
- Achrosis lilacina (Warren, 1901)
- Achrosis lithosiaria Walker, 1862
- Achrosis longiurca Holloway, 1993
- Achrosis multidentata (Warren, 1894)
- Achrosis pallida (Moore, 1877)
- Achrosis purpurascens (Warren, 1894)
- Achrosis pyrrhularia Guenée, 1857
- Achrosis quadraria Warren, 1893
- Achrosis recitata Holloway, 1993
- Achrosis rigorata (Prout, 1932)
- Achrosis rondelaria (Fabricius, 1775)
- Achrosis semifulva (Pagenstecher, 1886)
- Achrosis serpentinaria (Walker, 1866)
- Achrosis spurca (Swinhoe, 1902)
- Achrosis transviridis Holloway, 1993
- Achrosis viridapex (Holloway, 1976)

## Hình ảnh

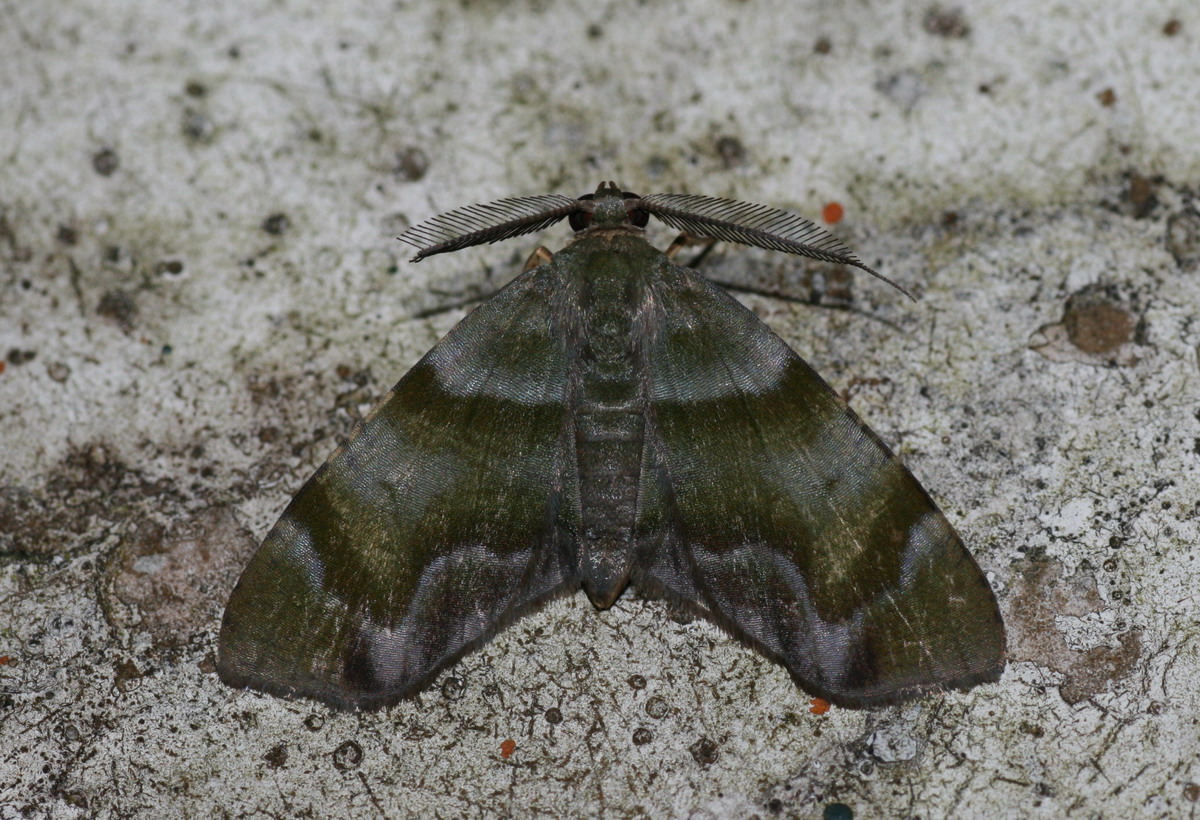